# Lucie Rocher
Pour les articles homonymes, voir Rocher.
Lucie Rocher est une photographe française. Elle vit et travaille à Montréal depuis 2013.

## Formation
Lucie Rocher a obtenu master 2 d’arts plastiques et sciences de l’art de l’Université Paris 1 Panthéon-Sorbonne (2011) et a complété un Master of Fine Art à la New York University (2012). En 2020, elle soutient sa thèse de doctorat intitulée Chantier photographique : ses dispositifs d’apparition, de fabrication et de spatialisation (mention «excellente») à l'Université du Québec à Montréal,. Elle est actuellement chargée de cours en photographie à l'École des arts visuels et médiatiques de l'Université du Québec à Montréal.

## Pratique artistique
Au travers de ses œuvres, Lucie Rocher interroge les notions de fragilité et de construction, aussi bien des corps que des architectures. Elle explore ainsi autant les particularités du bâti que le postulat voulant que l’image soit un construit, ce qui la conduit par le fait même à s’interroger sur son faire à elle, sur l’artiste au travail. Sa pratique propose aussi un déploiement de l’image dans l’espace. Jouant constamment des limites et des cadres, l’image y est mise en jeu par l’agencement de divers médiums qui empruntent à la photographie, à la sculpture, à l’architecture et au design.

## Prix
Elle a été finaliste du Prix Pierre-Ayot (AGAC – Ville de Montréal) en 2022.

## Résidences de création
- 2023 : Banff Centre for arts and creativity, Banff, (Alberta), Canada.
- 2022 : Est-Nord-Est, Saint-Jean-Port-Joli (Québec), Canada[7].
- 2021 : VU, Québec, Canada[8].
- 2020 : Daïmon, Gatineau, Québec, Canada.
- 2019 : Centre Sagamie, production de l’image numérique, Alma, Québec, Canada.
- 2018 : Palais des paris, Takasaki, Japon[9].
- 2018 : L'Œil de Poisson, Québec, Canada.
- 2018 : (projet spécifique) Villa Belleville, Paris, France.
- 2016 : Centre Sagamie, production de l’image numérique, Alma, Québec, Canada.
- 2015 : SIM residency, résidence internationale et pluridisciplinaire, Reykjavik, Islande.

## Expositions

### Expositions personnelles
- En places et lieux, DRAC Art actuel, 7 septembre au 20 octobre 2024, Drummondville, QC, Canada.
- De part et d'autre, Centre Clark, 12 avril au 11 mai 2024, Montréal, Québec, Canada.
- Autant que faire se peut, Hangar7826, 29 octobre au 13 novembre 2022, Montréal, Québec, Canada.
- État des choses, VU, 29 octobre 2021 au 7 janvier 2022, Québec[8].
- État des lieux, Axenéo 7, 23 septembre au 31 octobre 2020, Gatineau, Québec, Canada[10],[1].
- Traverses, galerie Occurrence, 18 janvier au 2 mars 2019, Montréal, Québec, Canada[5],[11].
- Exposition de résidence, Palais des paris, octobre 2018, Takasaki, Japon[5].
- Étant donnés, VU (espace américain), 6 avril au 13 mai 2018, Québec, Québec, Canada[12],[13].
- Outre mesures, Maison de la Culture Frontenac, 27 novembre 2017 au 21 janvier 2018, Montréal, Québec, Canada[14].
- Faits et causes, Z Art Space, commissaire Julie Alary Lavallée, 30 août au 27 septembre 2017, Montréal, Québec, Canada[15].
- Diagonal(e), en collaboration avec antoine lefebvre editions, Lyeberry HQ, septembre 2016, New York, États-Unis[16].
- Exposition de résidence, galerie du Centre Sagamie, février 2016, Alma, Québec, Canada[17].
- HÚS, Les inéluctables, galerie Occurrence, janvier - mars 2016, Montréal, Canada[18].

### Expositions collectives
- Entre chien et loup, Diagonale, 12 avril - 31 mai 2025, Montréal[19]
- La matérialité photographique, commissaire Denis Rioux, Ottawa School of Art, 28 février au 10 avril 2021, Ottawa[20]
- Mathieu Latulippe et associé.e.s : Démesure et concessions, Centre des arts actuels Skol, 12 mars au 25 avril 2020, Montréal[21]
- La matérialité  photographique, commissaire Denis Rioux, galerie La Castiglione, 25 février au 4 avril 2020, Montréal, Canada[22]
- Je n’ai du reste rien de spécial à vous dire, VU (espace américain), 18 mai au 1er juillet 2018, Québec, Canada[23]
- Too much view, SIM residency, 2015, Reykjavik, Islande.
- Commencement, White Box, 2012, New York, USA.
- Recession Art Gallery, Lower East Side, 2012, New York, USA.
- Galerie Niki Diana Marquardt, Fondation de France, remise de prix jeunes talents, septembre 2011, Paris, France.